# Джон Кендрю
Джон Коудрі Кендрю (англ. John Cowdery Kendrew; 24 березня 1917, Оксфорд, Велика Британія — 23 серпня 1997 Кембридж, Велика Британія) — англійський біохімік, фахівець в області молекулярної біології і кристалографії, член Лондонського королівського товариства (з 1960 року).

## Біографія
Закінчив Кембриджський університет (1939), в якому з 1946 працював над розшифровкою будови білкових молекул методом рентгеноструктурного аналізу.

## Основні роботи
В 1957 році вперше визначив просторове розташування поліпептидних ланцюжків в молекулі білка міоглобіну; у 1959 встановив його детальну будову, підтвердивши наявність в нім α-спіралей, передбачених в 1951 році Лайнусом Полінгом. Засновник і головний редактор «Journal of Molecular Biology».

## Нобелівська премія
Лауреат Нобелівської премії з хімії 1962 року, спільно з Максом Перуцем.